# Хиллсайдские каннибалы
«Хиллсайдские каннибалы» (англ. Hillside Cannibals) — американский фильм ужасов 2006 года режиссёра Ли Скотта. Фильм вышел сразу на видео.

## Сюжет
Группа молодых людей планирует отдохнуть от насущных проблем и избирает для этого некую красивую холмисто-гористую местность. В скором времени отдых молодёжи прерывается нападением на них живущих поблизости в пещерах каннибалов, которые убивают большую часть прибывших людей. В выживших остаётся только одна девушка, которая сначала пытается вызволить из плена каннибалов своего парня, а затем она встречает охотника, который также желает отомстить каннибалам за смерть своей дочери. Вместе они пытаются расправиться над группой живущих в пещерах каннибалов-дикарей.

## В ролях
| Актёр          | Роль   |
| -------------- | ------ |
| Хизер Конфорто | Линда  |
| Том Нэйджел    | Билл   |
| Ваз Андреас    | Каллум |
| Эрика Роби     | Риан   |
| Фрэнк Пачеко   | Магнус |
| Мэри Уэстбрук  | Тог    |

## Художественные особенности
Больше внимания в фильме уделено характеру и поведению каннибалов, нежели главным положительным героям. Они обладают специфической мимикой, жестикуляцией, отношением друг к другу и так далее. Музыкальное сопровождение в подавляющей своей части состоит из разного рода ритмичного боя барабанов.

### Убийства в фильме
Фильм изобилует жестокими сценами убийств, среди которых имеются: отрезание всех пальцев руки по очереди, перерубание тела человека мачете, всаживание в голову топора, снятие кожи с лица и т. д.